# Michał Koj
Michał Koj (ur. 28 lipca 1993 w Rudzie Śląskiej) – polski piłkarz grający na pozycji obrońcy w  Wieczystej Kraków. 

## Kariera klubowa
Michał Koj wychowanek Slavia Ruda Śląska (piłka nożna). Przygodę z juniorską piłką nożną rozpoczynał w szkółce Górnika Zabrze oraz klubach sportowych takich jak Ruch Chorzów i Panathinaikos AO.
W sezonie 2012/2013 roku piłkarz przeniósł się do Pogoni Szczecin, gdzie występował w drużynie juniorskiej oraz trzecioligowych rezerwach. W pierwszej drużynie Koj zadebiutował już w następnym sezonie, w meczu Pucharu Polski przeciwko Zawiszy Bydgoszcz w sierpniu 2013 roku. Debiut ekstraklasowy Koj zaliczył jeszcze tego samego miesiąca, kiedy w ramach 5. kolejki Ekstraklasy Pogoń zmierzyła się z Jagiellonią Białystok.
W 2015 roku Michał Koj podpisał kontrakt z Ruchem Chorzów. Młody obrońca otrzymał koszulkę z numerem 14. Swój debiut w chorzowskiej drużynie zaliczył 18 lipca 2015 roku w meczu przeciwko Górnikowi Łęcznej. Obrońca w barwach Niebieskich zaliczył także debiutanckiego gola w meczu przeciwko Lechii Gdańsk (rozegranym 7 listopada 2015).
Po dwóch sezonach spędzonych w Ruchu Chorzów, Michał Koj przeniósł się do Górnika Zabrze, z którym podpisał dwuletni kontrakt 14 czerwca 2017 roku. Debiutem Michała Koja był mecz przeciwko Legii Warszawa w ramach 1. kolejki Ekstraklasy. Pierwszego gola piłkarz strzelił w meczu przeciwko Cracovii (rozegranym 18 sierpnia 2017).
18 maja 2021 został piłkarzem Korony Kielce
28 czerwca 2022 odchodzi z Korony Kielce

## Statystyki kariery klubowej
(aktualne na dzień 6 stycznia 2019)
| Klub           | Sezon   | Liga        | Liga  | Liga   | Puchar Polski | Puchar Polski | Suma  | Suma   |
| Klub           | Sezon   | Liga        | Mecze | Bramki | Mecze         | Bramki        | Mecze | Bramki |
| -------------- | ------- | ----------- | ----- | ------ | ------------- | ------------- | ----- | ------ |
| Pogoń Szczecin | 2013/14 | Ekstraklasa | 4     | 0      | 1             | 0             | 5     | 0      |
| Pogoń Szczecin | 2014/15 | Ekstraklasa | 2     | 0      | 0             | 0             | 2     | 0      |
| Ruch Chorzów   | 2015/16 | Ekstraklasa | 26    | 4      | 1             | 0             | 27    | 4      |
| Ruch Chorzów   | 2016/17 | Ekstraklasa | 17    | 1      | 1             | 0             | 18    | 1      |
| Górnik Zabrze  | 2017/18 | Ekstraklasa | 29    | 3      | 1             | 0             | 30    | 3      |
| Górnik Zabrze  | 2018/19 | Ekstraklasa | 10    | 0      | 2             | 0             | 12    | 0      |
| Ogólnie        | Ogólnie | Ogólnie     | 88    | 8      | 6             | 0             | 94    | 8      |